# Manuel Peyrondet
Manuel Peyrondet, né le 14 février 1980 à Autun, est un chef sommelier français plusieurs fois primé « Meilleur sommelier de France 2008 », « Meilleur ouvrier de France » en 2011 et, depuis 2012, entrepreneur avec la création de l'entreprise Chais d'œuvre.

## Biographie
Après un Bac S, il passe un BTS cuisine à l'École hôtelière de Poligny dans le Jura, puis devient sommelier à l'école de sommellerie du Castel de Dijon en Bourgogne.
Alors qu'il est sommelier au George-V à Paris, il y rencontre en 2002 « une idole », Éric Beaumard (meilleur sommelier d'Europe 1994, vice-meilleur sommelier du monde 1998).
En 2003, il devient, à 23 ans, chef sommelier du Taillevent à Paris, célèbre restaurant avec une carte des vins « exceptionnelle » de 3 000 références.
Passionné par le porto, il se voit décerner la distinction de Master of Port par le syndicat des grandes marques de Porto en 2006 et il prépare le concours de Meilleur Sommelier de France qu'il obtient en 2008. 
En 2009, il prend les fonctions de sommelier au Bristol à Paris, puis l'année suivante il devient chef sommelier du Royal Monceau à Paris jusqu'en 2015.
Il devient meilleur ouvrier de France « Sommelier » en 2011.
En 2012, Manuel Peyrondet et Didier Kuhn créent un club d'amateurs et d'acheteurs de vin, « Chais d'œuvre », fondé sur le partage et la découverte. Tous les mois, les membres reçoivent chez eux, deux ou trois vins sélectionnés par ses soins accompagnés de leurs vidéos de dégustation et de recettes à reproduire chez soi. Le club propose également des soirées dégustation, des cours d'œnologie, des sorties dans le vignoble et des soirées dégustations thématiques et sur-mesure pour les particuliers et les entreprises via le service « Chais d'œuvre Live ». Il effectue toutes les semaines une sortie dans le vignoble avec des membres du club afin d'être au plus proche des produits qu'il propose et des vignerons. Depuis septembre 2016, avec « Chais d'œuvre Heritage », il met à profit son savoir pour la constitution de caves dans un but de transmission.
Depuis 2017, il fait partie des 23 Young Leaders 2017 de la France China Foundation, organisation à but non lucratif, promouvant le dialogue entre les leaders français et chinois d'aujourd’hui et de demain.

## Entrainement
Manuel se rend régulièrement dans le vignoble, et lit de nombreux ouvrages sur le vin et la viticulture et son actualité. En parallèle du service dans les prestigieux établissements dans lesquels il travaillait, il effectuait des exercices de dégustation devant une caméra et suivait des cours de théâtre et d'improvisation humoristique. Il a travaillé sur sa diction et sa prestance tout en pratiquant la sophrologie, pour apprendre à respirer et à évacuer le stress.

## Récompenses et distinctions
- 2005 : Meilleur jeune sommelier de France (Taillevent) (Trophée Ruinart)
- 2006 : Finaliste Meilleur sommelier de France
- 2006 : Master of Port
- 2008 : Meilleur sommelier de France (avec Serge Dubs comme président du jury).
- 2011 : Meilleur ouvrier de France - catégorie « Sommellerie »
- 2019 : Certified Sake Sommelier (Sake Sommelier Association)[6]